# Jean-Baptiste Philibert Vaillant
Jean Vaillant, francoski maršal, * 1790, † 1872.